# 田邊公己
田邊 公己（たなべ こうき、1976年3月31日 - ）は、日本の実業家。ジョリーパスタ代表取締役社長、ココスジャパン代表取締役社長、カッパ・クリエイト代表取締役社長などを歴任した。

## 人物
千葉県出身。1998年東海大学開発工学部卒業、ゼンショー（現ゼンショーホールディングス）入社。2009年ゼンショー経営改革室ゼネラルマネジャー。2014年はま寿司取締役。善祥カフェ オリーブの丘カンパニー社長執行役員や、オリーブの丘代表取締役を経て、2017年からジョリーパスタ代表取締役社長を務めた。2018年ココスジャパン代表取締役社長。2020年カッパ・クリエイト顧問。同年カッパ・クリエイト執行役員副社長。2021年カッパ・クリエイト代表取締役社長。2022年12月3日、カッパ・クリエイトは、不正競争防止法違反容疑で逮捕（後述）された田邊が同日付で社長を辞任すると発表した。

## 不祥事
カッパ・クリエイト顧問に着任した2020年11月からの2か月間、前職であるゼンショーホールディングスのグループ会社であるはま寿司の日次売上データをゼンショーの元同僚から数回受け取っていたとして、はま寿司は不正競争防止法違反の疑いで告訴した。それを受けて、警視庁は2021年6月28日にカッパ・クリエイト本社などの家宅捜索を行ったことが同年7月5日に報じられた。
その後、2022年9月30日に警視庁生活安全部生活経済課は不正競争防止法違反容疑で田邊とカッパ・クリエイト社員1人、はま寿司在職時の元部下をそれぞれ逮捕した。これを受けて、田邊は同年10月3日付でカッパ・クリエイト社長を辞任した。10月21日、東京地方検察庁は田邊ら2人と法人としてのカッパ・クリエイトを不正競争防止法違反の罪で起訴した。12月22日、東京地方裁判所で行われた初公判で起訴内容を認めた。
2023年5月31日、東京地裁は田邊に懲役3年、執行猶予4年、罰金200万円の判決を言い渡した。田邊は控訴せず、この判決が確定した。
2023年12月27日、はま寿司は田邊とカッパ・クリエイト、同社と同じコロワイドグループであるコロワイドMDの3者に対して、5億円の損害賠償などを求めて東京地裁に提訴したことを発表した。